# Lichoj
Lichoj (ros. Лихой) – chutor w Rosji, w obwodzie rostowskim, w rejonie krasnosulińskim. W 2010 liczył 3162 mieszkańców.